# Zottekot
Zottekot is een album van de Vlaamse muziekgroep Katastroof. Het album werd uitgebracht in 2022.
Het is het eerste album zonder origineel lid Zjuul Krapuul en het eerste sinds 2002, zonder Stef Bef.

## Tracklist
| Nr. | Titel                                 | Schrijver(s)             | Duur |
| --- | ------------------------------------- | ------------------------ | ---- |
| 1.  | Pissen in de poempbak                 | Jos Smos                 | 4:38 |
| 2.  | Terug naar ons moeder                 | Wout Stout               | 4:30 |
| 3.  | Puur Natuur                           | Eli Droge Keli           | 2:20 |
| 4.  | Een Trioke                            | Jos                      | 2:30 |
| 5.  | Ik hou me ni bezig met later          | Wout                     | 3:00 |
| 6.  | Alleen vannacht                       | Eli                      | 2:26 |
| 7.  | Oep't gemak                           | Jos                      | 1:47 |
| 8.  | Blik oep oneindig en verstand oep nul | Jos & Eli                | 1:47 |
| 9.  | Boven de wolken                       | Jos                      | 3:10 |
| 10. | Vasecto-miekes                        | Wout                     | 4:01 |
| 11. | Vanavond gaat het lukken              | Eli                      | 3:10 |
| 12. | Taentwaerps lieke                     | Wout                     | 2:07 |
| 13. | Pensjoeng                             | Jos                      | 3:12 |
| 14. | 's Nachts                             | Jos Smos & Zjuul Krapuul | 4:41 |
| 15. | Het Beste                             | Jos                      | 1:32 |
| 16. | Iedereen wordt volwassen              | Eli                      | 3:08 |
| 17. | De matras van 't Stad                 | Eli                      | 3:30 |
| 18. | Schatke on wa denkte                  | Wout                     | 3:17 |
| 19. | De Gluurder                           | Jos                      | 3:07 |
| 20. | Leven zonder a                        | Eli                      | 4:31 |
| 21. | Handjesvol                            | Wout                     | 3:11 |
| 22. | Sloppel Pa, sloppel Ma                | Jos                      | 2:51 |
| 23. | Gigolo-jig                            | Jos & Eli                | 3:17 |

## Muzikanten
- Jos Smos – zang, akoestische gitaren, tenorbanjo, trekzak, tin whistle, wasbord
- Eli Droge Keli – zang, akoestische en elektrische gitaren, basgitaar, fretless bas, mandoline, ukelele, tenorbanjo
- Wout Stout – zang, akoestische en elektrische gitaren, basgitaar, mandoline, keyboards, geluidseffecten, gong